# Orhan Kemal
Orhan Kemal is het pseudoniem van de Turkse auteur Mehmet Raşit Öğütçü (Ceyhan, 14 september 1914 - Sofia, Bulgarije, 2 juni 1970), die vooral romans schreef. Hij was de zoon van de politicus Abdülkadir Kemali Öğütçü (1889-1949), lid van het Turkse parlement in de jaren twintig.

## Biografie
Omdat Kemals vader betrokken was bij de oprichting van een politieke partij, de Ahali-partij, die in Turkije onrust veroorzaakte, moest hij in 1930 naar Syrië vluchten, waar hij samen met Kemal een jaar verbleef voordat hij terugkeerde naar Adana in 1932. Kemal werkte als arbeider in een katoenspinnerij en als wever. Tijdens zijn militaire diensttijd leidden zijn politieke opvattingen tot vijf jaar gevangenisstraf in Bursa. In de gevangenis ontmoette hij de schrijver Nazim Hikmet, die hem inspireerde tot het schrijven. De schrijversnaam Orhan Kemal nam hij aan in 1942.
Nadat hij werd vrijgelaten uit de gevangenis verhuisde hij naar Istanbul in 1951, waar hij weer als arbeider ging werken en vervolgens klerk werd in 1951 bij het Tuberculose Fonds.
Aanvankelijk schreef hij voornamelijk poëzie, maar later werden het korte verhalen. Zijn eerste verhaal, Bir Yılbaşı Macerası, werd gepubliceerd in 1941. Na de publicatie van Ekmek Kavgasi in 1944, een verzameling van zijn werk, volgde zijn eerste echte roman, Baby Evi in 1949. Deze twee laatste boeken markeerden zijn doorbraak bij het publiek. Baby Evi vertelt over de maatschappelijke problemen van die tijd en de dagelijkse strijd van de 'kleine' mensen in het geïndustrialiseerde Turkije. De helden van zijn verhalen laten een optimistisch beeld zien.
Kemals eerste gedichten werden gepubliceerd onder de naam 'Orhan Rasit', onder andere Yedigün en Yeni Mecmua in 1940. Hij schreef ook filmscenario's en het toneelstuk İspinozlar. Zijn romans 72.Koğuş, Murtaza, Eskici Dükkanı, Kardes Payı werden eveneens bewerkt voor het toneel. Kemal overleed in Sofia aan een hersenbloeding op 2 juni 1970. Hij werd begraven op de begraafplaats Zincirlikuyu in Istanbul. Na zijn dood werd er een romanprijs naar hem genoemd. Zijn bescheiden appartement in Istanbul werd als museum ingericht.
Zijn verhalen en romans beschrijven in het algemeen het leven van gewone werkende mensen die aan hun waardigheid proberen vast te houden in een situatie van armoede of achterstelling. Zijn werk is niet in het Nederlands vertaald, wel in het Duits en Engels.